# Хуан Пабло Варгас
Хуан Пабло Варгас (ісп. Juan Pablo Vargas, нар. 6 червня 1995, Гресія) — костариканський футболіст, захисник колумбійського клубу «Мільйонаріос» та національної збірної Коста-Рики.

## Клубна кар'єра
У дорослому футболі дебютував 2014 року виступами за команду «Алахуеленсе», взявши участь лише у 5 матчах чемпіонату.
8 червня 2016 року Варгас перейшов у «Ередіано», з якого відразу був відданий в оренду в клуб «Белень». Відіграв за команду наступний сезон, взявши участь у 34 матчах. 2 травня 2017 року гравець офіційно приєднався до «Ередіано».
3 січня 2020 року приєднався на умовах оренди до колумбійського «Мільйонаріоса». В кінці того ж року, отримавши регулярну ігрову практику в новому клубі, уклав угоду на три роки на постійній основі.

## Виступи за збірну
2017 року дебютував в офіційних матчах у складі національної збірної Коста-Рики в матчі Центральноамериканського кубка проти збірної Белізу (3:0). Цей матч став єдиним для гравця на турнірі, де його команда стала четвертою.
Влітку того ж року у складі збірної був учасником розіграшу Золотого кубка КОНКАКАФ 2017 року у США, замінивши в останній момент травмованого Рональда Матарріту.
Наразі провів у формі головної команди країни 35 матчів, у яких відзначився трьома забитими голами.
| Дата      | Місто         | Господарі  | Результат | Гості      | Турнір                                   | Голи | Примітки |
| --------- | ------------- | ---------- | --------- | ---------- | ---------------------------------------- | ---- | -------- |
| 15-1-2017 | Панама        | Беліз      | 0 – 3     | Коста-Рика | Центральноамериканський кубок 2017       | -    |          |
| 11-9-2018 | Суйта         | Японія     | 3 – 0     | Коста-Рика | товариський матч                         | -    | 67'      |
| 22-3-2019 | Гватемала     | Гватемала  | 1 – 0     | Коста-Рика | товариський матч                         | -    |          |
| 26-3-2019 | Сан-Хосе      | Коста-Рика | 1 – 0     | Ямайка     | товариський матч                         | -    | 78'      |
| 27-1-2022 | Сан-Хосе      | Коста-Рика | 1 – 0     | Панама     | Відбір до ЧС 2022                        | -    | 80'      |
| 30-1-2022 | Мехіко        | Мексика    | 0 – 0     | Коста-Рика | Відбір до ЧС 2022                        | -    | 74'      |
| 2-2-2022  | Кінгстон      | Ямайка     | 0 – 1     | Коста-Рика | Відбір до ЧС 2022                        | -    |          |
| 24-3-2022 | Сан-Хосе      | Коста-Рика | 1 – 0     | Канада     | Відбір до ЧС 2022                        | -    | 69'      |
| 27-3-2022 | Сан-Сальвадор | Сальвадор  | 1 – 2     | Коста-Рика | Відбір до ЧС 2022                        | -    |          |
| 30-3-2022 | Сан-Хосе      | Коста-Рика | 2 – 0     | США        | Відбір до ЧС 2022                        | 1    |          |
| 2-6-2022  | Панама        | Панама     | 2 – 0     | Коста-Рика | Ліга націй КОНКАКАФ 2022—2023 - 1-й етап | -    |          |
| 27-9-2022 | Сувон         | Узбекистан | 1 – 2     | Коста-Рика | товариський матч                         | -    |          |
| 1-12-2022 | Ель-Хаур      | Коста-Рика | 2 – 4     | Німеччина  | ЧС 2022 - груповий етап                  | 1    |          |
| 28-3-2023 | Сан-Хосе      | Коста-Рика | 0 – 1     | Панама     | Ліга націй КОНКАКАФ 2022—2023 - 1-й етап | -    |          |
| Усього    |               | Матчів     | 14        |            | Голів                                    | 2    |          |

## Титули і досягнення
- Чемпіон Коста-Рики: 2014/15В, 2015/16І, 2015/16В, 2017/18К, 2017/18А
- Чемпіон Колумбії: 2018А, 2023А
- Володар Кубку Колумбії: 2022